# Itzgrund (Region)
Der Itzgrund, früher auch Itschgrund, ist eine Landschaft entlang des Unterlaufes der Itz, eines rechten Nebenflusses des Mains. Er liegt in Franken, größtenteils in Oberfranken, zum Teil auch in Unterfranken, zwischen Bamberg und Coburg.

## Geographie
Der Itzgrund wird im Norden durch die Stadt Coburg, im Süden durch die Mündung der Itz in den Main bei Rattelsdorf begrenzt. Im Handbuch der naturräumlichen Gliederung Deutschlands ist der Itzgrund ein Unter-Naturraum des Itz-Baunach-Hügellandes. Gelegentlich wird die Bezeichnung Itzgrund auch für die gesamte Landschaft entlang des Flusses genutzt. Zum Itzgrund zählen die Gemeinden Niederfüllbach, Untersiemau, Großheirath und Itzgrund im oberfränkischen Landkreis Coburg, Untermerzbach im unterfränkischen Landkreis Haßberge und der Markt Rattelsdorf im oberfränkischen Landkreis Bamberg. Größte Orte der ländlichen Gegend sind Rattelsdorf, Untersiemau, Ebing und Großheirath.

## Geschichte
Der Itzgrund ist seit jeher eine landwirtschaftlich geprägte Region. Funde aus der Jungsteinzeit belegen Landwirtschaft bereits um 4000 v. Chr.
Der Weiler Bodelstadt im Itzgrund wurde 788 erstmals urkundlich erwähnt und ist damit die älteste belegte Ortschaft des Coburger Landes. Die Landschaftsbezeichnung Itzgrund wird ab dem 18. Jahrhundert erwähnt, beispielsweise im Realen Staats- und Zeitungs-Lexicon 1757 als „eine Gegend im Coburgischen gegen Bamberg zu gelegen“.
Im Rahmen der Gebietsreform in Bayern wurde zum 1. Mai 1978 aus den bis dahin selbstständigen Gemeinden Gleußen, Kaltenbrunn (mit dem am 1. Juli 1972 eingegliederten Herreth), Lahm, Schottenstein und Welsberg im mittleren Itzgrund die Gemeinde Itzgrund gebildet, die allerdings nur einen Teil der Region umfasst.
1993 richtete der Landkreis Coburg im Coburger Teil des Itzgrunds das 1222 ha große Landschaftsschutzgebiet „Südlicher Itzgrund“ ein.

## Wirtschaft und Infrastruktur

### Wirtschaft
Gastronomen und Gastgeber der Gemeinden des Itzgrundes haben sich zur Förderung des Tourismus in der Region zum Touristikverein Itzgrund e.V. zusammengeschlossen, um den Tourismus in der Region zu fördern.

### Verkehr
Hauptverkehrsachse der Region ist die Bundesstraße 4, die Bamberg mit Coburg verbindet. Zudem wurde die Region früher durch zwei Bahnstrecken erschlossen, die heute stillgelegt sind und abgebaut wurden: Die Bahnstrecke Breitengüßbach–Dietersdorf verband den Süden des Itzgrunds mit Bamberg, die Itzgrundbahn von Creidlitz nach Rossach verband den Norden mit Coburg. Bestrebungen die beiden Strecken zu verbinden, wurden trotz der nur 6,7 Kilometer langen Lücke nie realisiert. Dies lag zum einen an der konkurrierenden Hauptbahn Coburg–Lichtenfels–Bamberg, andererseits lag die Itzgrundbahn im Herzogtum Coburg und die Strecke nach Dietersdorf im Königreich Bayern. Nach dem Anschluss Coburgs an Bayern scheiterte der Lückenschluss in den folgenden Jahren an den Kosten.
Heute führt, teils auf den ehemaligen Bahntrassen, ein Radweg von Bamberg nach Coburg durch den Itzgrund.